# Carlo Guasco di Castelletto
Carlo Guasco, marchese di Castelletto d'Erro, (Alessandria, 23 maggio 1724 – Alessandria, 18 marzo 1796), è stato un nobile, storico e scrittore italiano.

## Biografia
Carlo Guasco, membro dell'antica famiglia alessandrina dei Guasco, appartenente al ramo dei Marchesi di Castelletto d'Erro, fu il primogenito di Guarnerio Lorenzo Guasco, e di Maria Violante Turinetti, dei conti di Pertengo. Carlo e il fratello Francesco Eugenio beneficiarono di un'istruzione letteraria di qualità, culminata negli studi presso il Collegio Romano sotto la supervisione del gesuita Giulio Cesare Cordara, noto letterato e storico nonché amico della famiglia.
La sua prima apparizione significativa nel campo letterario si verificò a Roma durante la Pentecoste del 1745, dove pronunciò un'orazione dedicata allo Spirito Santo. Successivamente, al ritorno ad Alessandria, fu tra i protagonisti della rinascita dell'Accademia degli Immobili, il circolo letterario aveva conosciuto un periodo di declino nella prima metà del XVIII secolo. La ripresa avvenne tra il 1750 e il 1751 grazie agli sforzi del poeta Alessandro Sappa, le cui opere furono in seguito pubblicate da Guasco, e della marchesa Teresa Orsini Cuttica di Cassine.
La sua carriera politica ebbe un momento di rilievo nel 1762, quando fu eletto primo sindaco di Alessandria, incarico che mantenne per diversi anni, fino al 1775. Uno dei suoi contributi più significativi alla città fu la costruzione del nuovo teatro municipale tra il 1772 e il 1775, su progetto di Giuseppe Caselli.
Il municipale, purtroppo distrutto durante i bombardamenti della seconda guerra mondiale, fu inaugurato il 17 ottobre 1775 con una rappresentazione dell'Antigone musicata da Ferdinando Bertoni su libretto di Gaetano Roccaforte. Si distinse per essere tra i primi a includere un loggione destinato agli spettatori non nobili. Guasco, influenzato dall'interesse paterno per la musica, promosse la costruzione del teatro all'interno di una nuova ala del palazzo comunale, ottenendo le necessarie autorizzazioni regie e superando le preesistenti prerogative teatrali del marchese Ludovico Guasco di Solero.
Parallelamente, nel 1763, Guasco curò l'edizione napoletana, in forma anonima, di "Le Satire" di Benedetto Menzini, arricchendole con note postume di Rinaldo Maria Bracci e contribuendo personalmente con argomentazioni per ogni satira, la correzione di numerosi toscanismi e l'inclusione di un trattato epistolare sul valore del genere satirico, redatto dal fratello Francesco Eugenio sotto lo pseudonimo accademico di "Alcisto Solaidio", che ne difendeva l'uso purché non coinvolgesse direttamente la politica o individui specifici. L'edizione curata da Carlo Guasco, si distinse per l'elevata qualità tecnica e la precisione degli indici. Tuttavia, emerge una certa ambivalenza nell'approccio dei curatori verso i contenuti dell'opera. Guasco, in particolare, espresse ripetute critiche verso Menzini per le sue invettive contro specifici individui, difendendone al contempo l'integrità morale pur apprezzando il valore etico dei versi, visti come una legittima satira dei difetti umani.
Negli anni successivi alla pubblicazione delle Satire, furono diffuse diverse raccolte che inclusero componimenti di Guasco, come documentato in un catalogo del 1924. Le collezioni di maggior rilievo furono stampate ad Alessandria da Ignazio Vimercati nel 1772 e dall'Accademia degli Immobili negli anni 1779, 1780 e 1783. Queste raccolte presentavano poesie occasionali caratterizzate da uno stile fluido che richiamava quello di Pietro Metastasio, benché mancassero di originalità.
Oltre all'attività poetica, Guasco contribuì significativamente alla storiografia locale con la stesura di un dettagliato capitolo su Alessandria per l'opera "Delle città d'Italia e sue isole adjacenti" di Cesare Orlandi, pubblicato a Perugia nel 1770. Questo lavoro, esteso e minuzioso, può essere considerato un compendio di una più ampia storia di Alessandria che Guasco non arrivò mai a pubblicare, testimoniando così il suo impegno nella documentazione e valorizzazione del patrimonio storico e culturale della sua città natale. L'opera storica annalistica di Carlo Guasco, che rappresenta un'imponente cronaca della città di Alessandria, venne ampliata e rivista dall'autore per tutto il corso della sua vita. Tuttavia, solo una parte di questa fu pubblicata postuma, più di un secolo dopo la sua morte, ad opera di Annibale Civalieri Inviziati. La pubblicazione includeva "Cronaca alessandrina" (Torino, 1894-1897), integrata con specifici estratti riguardanti il memorabile assedio di Alessandria nel 1657 e la cronologia dei governatori di Alessandria. Guasco aspirava a proseguire gli Annali di Alessandria, interrotti nel 1659, di Girolamo Ghilini, di cui era un discendente essendo Girolamo il nonno di sua nonna paterna Giacinta Teresa Ghilini, estendendo la narrazione dalla fondazione della città nel 1348 fino alla sua epoca, con un'appendice dedicata ai governatori. Il curatore selezionò per la pubblicazione solo gli eventi successivi al 1660, eccezion fatta per il dettagliato resoconto dell'assedio del 1657, pubblicato separatamente nel 1892. L'opera di Guasco è particolarmente preziosa per le accurate descrizioni di eventi di carattere militare, esposte con un linguaggio chiaro ed autorevole.
Dopo la soppressione della Compagnia di Gesù, Guasco ospitò per un lungo periodo l'abate Cordara, suo ex maestro, divenendone poi esecutore testamentario alla sua morte, il 6 marzo 1785. Contravvenendo alla volontà del defunto, Guasco inviò alcune delle sue opere a Francesco Cancellieri, ex discepolo e protetto di Cordara, per un'edizione che poi non si realizzò. In cambio, ricevette il manoscritto dell'autobiografia di Cordara, che sia lui sia Cancellieri avevano intenzione di pubblicare. Tuttavia, l'accordo non durò a lungo, a causa delle reciproche intenzioni di trattenere per sé gli scritti più preziosi. Guasco riuscì soltanto a pronunciare un elogio funebre per Cordara e a redigere una breve biografia inedita, basata in larga parte sui Commentarii del gesuita, particolarmente commoventi nelle pagine dedicate alla morte di Cordara, alla quale Guasco aveva assistito.
Nel 1787 perse una causa legale contro lo zio Antonio Biagio riguardante i diritti di successione sul feudo e il titolo marchionale di Solero, sul contado di Pavone e sulla signoria di Predosa. Dopo la morte senz eredi del marchese Ludovico III Guasco Gallarati di Solero, avvenuta il 21 marzo 1784, il conte Antonio Biagio avanzò pretese per ottenere il feudo di Solero ereditato dal defunto marchese. Allo stesso modo, il nipote Carlo, rivendicò il marchesato di Solero basandosi sul testamento del 30 gennaio 1534 del marchese Guarnerio I Guasco di Solero. Scoppiò quinid una controversia tra lo zio e il nipote che fu risolta attraverso una sentenza senatoriale emessa a Torino il 14 luglio 1787. La sentenza assegnò al conte Antonio Biagio i feudi del marchesato di Solero, del contado di Pavone e della signoria di Predosa.
La delusione per questa sconfitta fu in parte mitigata dagli eventi della rivoluzione francese e dalle campagne militari austro-sarde contro le forze repubblicane. Questi eventi, documentati nella corrispondenza con il canonico Giuseppe Borsalino, impegnarono talmente Guasco da impedirgli di portare a termine i suoi annali. Le lettere di questo periodo evidenziano la complessa personalità di Guasco, che si mostrava fedele al re e al papa contro la rivoluzione, pur criticando aspramente il sistema fiscale, la debolezza e la corruzione del governo torinese. Osservò attentamente le vicende belliche, convinto che solo il sostegno finanziario inglese e l'intervento degli eserciti alleati potessero salvare lo stato piemontese dal collasso. Non visse abbastanza da vedere la fine del conflitto; tra i suoi ultimi atti vi fu l'acquisto dei libri e dei quadri del fratello Francesco Eugenio, in procinto di trasferirsi a Roma.
Carlo Guasco morì il 18 marzo 1796 ad Alessandria, e fu sepolto nella chiesa di Santa Maria del Carmine.

## Matrimonio e discendenza
Il 18 ottobre 1753 sposò Maria Teresa Amoretti (*1735 †1807), figlia ed erede di Giovanni Battista Adeodato Amoretti, marchese d'Osasio, e di Teresa di Seyssel d'Aix, figlia del marchese Francesco (detto Vittorio Amedeo) e di Enrietta dei principi Dal Pozzo della Cisterna. Maria Teresa morì a Torino nel suo palazzo, dove nacque e si sposò, il 1º gennaio 1807. La coppia ebbe un solo figlio maschio:
- Luigi Giuseppe (*1755 †1807). Nacque a Torino ed ereditò i titoli paterni divenendo, alla sua morte, marchese di Castelletto, conte del Mezzano, signore di Mezzana Rabattone, Parasacco e Sedone. Fu decurione di Alessandria e principe dell'Accademia degli Immobili dal 1791 al 1805. Morì il 27 aprile 1807, solo pochi mesi dopo la madre, e fu sepolto nel cimitero monumentale di Torino. Il 21 novembre 1781 sposò Francesca Salazar (*? †1798).

## Opere
- "Un accademico immobile" (Carlo Guasco), Le Satire di Benedetto Menzini, Rinaldo Maria Bracci (note postume di), Napoli, Gennaro Rota, 1763.
- Carlo Guasco, Alessandria Città di Lombardia, in Cesare Orlandi, Delle città d'Italia e sue isole adjacenti, vol. 1, Perugia, Stamperia Augusta, presso Mario Riginaldi, 1770.
- Carlo Guasco, Cronaca sul memorabile assedio di Alessandria nel 1657 (PDF), in Annibale Civalieri Inviziati (a cura di), Rivista di Storia, Arte, Archeologia per la provincia di Alessandria, anno I, fascicolo II, Alessandria, Commissione Municipale di Alessandria, luglio–dicembre 1892,  pp. 173-216.

Si riporta un breve sonetto di Carlo Guasco, dedicato alla città di Alessandria, pubblicato da Francesco di Paola III Guasco Gallarati di Bisio nelle sue "Tavole genealogiche di famiglie nobili alessandrine e monferrine dal secolo IX al XX".
Di neghittoso oblio sorger tua fama:

Stimol di gloria oggi la scuote, e chiama

Teco, a vita più stabile, e sicura.
Per secondar del suo Signor la brama

Questa pronto abbracciò difficil cura.

Un chiaro ingegno, un figlio tuo che t'ama;

Cui dier purgato stile arte, e natura.
Godi però che l'Itale contrade

Risuoneran delle tue glorie, e note

Saranno a questa, e alla futura etade:

Ma godi più che d'osservar tuoi pregi

Bramó un Prence, su cui le luci immote

Tengon per istupor Popoli e Regi.»

## Ascendenza
|                            |                   |                              | Genitori                             |  |  | Nonni |  |  | Bisnonni                 |  |  | Trisnonni                |  |
|                            |                   |                              |                                      |  |  |       |  |  | Francesco Ottavio Guasco |  |  | Francesco Ottavio Guasco |  |
|                            |                   |                              |                                      |  |  |       |  |  | Francesco Ottavio Guasco |  |  | Francesco Ottavio Guasco |  |
|                            |                   | Anna Isimbardi               |                                      |  |  |       |  |  | Francesco Ottavio Guasco |  |  |                          |  |
| Giovanni Battista Guasco   |                   |                              |                                      |  |  |       |  |  | Francesco Ottavio Guasco |  |  |                          |  |
|                            |                   | Maria Ruiz d'Araciel         | Francisco Ruiz d'Araciel             |  |  |       |  |  |                          |  |  |                          |  |
|                            |                   | Maria Ruiz d'Araciel         | Francisco Ruiz d'Araciel             |  |  |       |  |  |                          |  |  |                          |  |
|                            |                   | Maria Ruiz d'Araciel         | N.N.                                 |  |  |       |  |  |                          |  |  |                          |  |
| Guarnerio Lorenzo Guasco   |                   | Maria Ruiz d'Araciel         |                                      |  |  |       |  |  |                          |  |  |                          |  |
|                            |                   | Giovanni Battista Ghilini    | Girolamo Ghilini                     |  |  |       |  |  |                          |  |  |                          |  |
|                            |                   | Giovanni Battista Ghilini    | Girolamo Ghilini                     |  |  |       |  |  |                          |  |  |                          |  |
|                            |                   | Giovanni Battista Ghilini    | Giacinta Bagliani                    |  |  |       |  |  |                          |  |  |                          |  |
| Giacinta Teresa Ghilini    |                   | Giovanni Battista Ghilini    |                                      |  |  |       |  |  |                          |  |  |                          |  |
|                            |                   | Eleonora Cipelli della Motta | Ascanio Cipelli della Motta          |  |  |       |  |  |                          |  |  |                          |  |
|                            |                   | Eleonora Cipelli della Motta | Ascanio Cipelli della Motta          |  |  |       |  |  |                          |  |  |                          |  |
|                            |                   | Eleonora Cipelli della Motta | Francesca Tornielli                  |  |  |       |  |  |                          |  |  |                          |  |
| Carlo Guasco               |                   | Eleonora Cipelli della Motta |                                      |  |  |       |  |  |                          |  |  |                          |  |
|                            | Giorgio Turinetti | Ercole Turinetti             |                                      |  |  |       |  |  |                          |  |  |                          |  |
|                            | Giorgio Turinetti | Ercole Turinetti             |                                      |  |  |       |  |  |                          |  |  |                          |  |
|                            | Giorgio Turinetti | Maria Garagno                |                                      |  |  |       |  |  |                          |  |  |                          |  |
| Antonio Maurizio Turinetti | Giorgio Turinetti |                              |                                      |  |  |       |  |  |                          |  |  |                          |  |
|                            |                   | Maria Violante Valperga      | Pietro Francesco Valperga            |  |  |       |  |  |                          |  |  |                          |  |
|                            |                   | Maria Violante Valperga      | Pietro Francesco Valperga            |  |  |       |  |  |                          |  |  |                          |  |
|                            |                   | Maria Violante Valperga      | Violante Piossasco                   |  |  |       |  |  |                          |  |  |                          |  |
| Maria Violante Turinetti   |                   | Maria Violante Valperga      |                                      |  |  |       |  |  |                          |  |  |                          |  |
|                            |                   | Giovanni Girolamo Doria      | Gian Domenico Doria                  |  |  |       |  |  |                          |  |  |                          |  |
|                            |                   | Giovanni Girolamo Doria      | Gian Domenico Doria                  |  |  |       |  |  |                          |  |  |                          |  |
|                            |                   | Giovanni Girolamo Doria      | Costanza Valperga Asinari            |  |  |       |  |  |                          |  |  |                          |  |
| Rosa Gabriella Doria       |                   | Giovanni Girolamo Doria      |                                      |  |  |       |  |  |                          |  |  |                          |  |
|                            |                   | Margherita Scaglia           | Carlo Scaglia                        |  |  |       |  |  |                          |  |  |                          |  |
|                            |                   | Margherita Scaglia           | Carlo Scaglia                        |  |  |       |  |  |                          |  |  |                          |  |
|                            |                   | Margherita Scaglia           | Francesca De Saint-Michel d'Hermence |  |  |       |  |  |                          |  |  |                          |  |
|                            |                   | Margherita Scaglia           |                                      |  |  |       |  |  |                          |  |  |                          |  |

### Bibliografiche
1. ↑  Dario Busolini.
2. 1 2  Francesco Guasco di Bisio, tav. XVII.
3. ↑  Tommaso Vallauri, p. 85.
4. ↑  Bassi, Ballerino, p. 104.
5. ↑  Annibale Civalieri Inviziati.
6. ↑  Annibale Civalieri Inviziati, pp. 174 e segg..

### Genealogica, araldica
- Francesco Guasco di Bisio, Famiglia Guasco di Alessandria, in Tavole genealogiche di famiglie nobili alessandrine e monferrine dal secolo IX al XX, vol. 1, Casale, Tipografia Cooperativa Bellatore, Bosco & C., 1924.

### Storica, annalistica, trattatistica
- Cesare Orlandi, Delle città d'Italia e sue isole adjacenti, vol. 1, Perugia, Stamperia Augusta, presso Mario Riginaldi, 1770.
- T. Santagostino, Settecento in Alessandria, Alessandria, Tipografia Ferrari - Occella, 1947.
- Lucio Bassi e Alberto Ballerino, Il Palazzo Comunale di Alessandria, Alessandria, Edizioni Il Piccolo, 2008.

### Biografica
- Dario Busolini, Carlo Guasco, in Dizionario biografico degli italiani, vol. 60, Roma, Istituto dell'Enciclopedia Italiana, 2003.

### Poetica, narrativa
- Tommaso Vallauri, Storia della poesia in Piemonte, vol. 2, Torino, Chirio e Mina, 1847.

### Ricerche, studi, convegni, pubblicazioni
- Carlo Guasco, Cronaca sul memorabile assedio di Alessandria nel 1657 (PDF), in Annibale Civalieri Inviziati (a cura di), Rivista di Storia, Arte, Archeologia per la provincia di Alessandria, anno I, fascicolo II, Alessandria, Commissione Municipale di Alessandria, luglio–dicembre 1892,  pp. 173-216.
- G. Ponte, Frammenti di Storia del Piemonte ed echi settecenteschi di vita alessandrina tratti dagli epistolari dei marchesi Carlo e Luigi Guasco Castelletto (1785/1799) (PDF), in Rivista di Storia, Arte, Archeologia per la provincia di Alessandria, anno XLII, quaderni III/IV, Alessandria, Società di Storia, Arte, Archeologia per la provincia di Alessandria, luglio–dicembre 1933,  pp. 357-528.